# ローズベリー伯爵
ローズベリー伯爵（英: Earl of Rosebery）は、イギリスの伯爵位の一つ。イングランド・スコットランド連合前に叙位されたスコットランド貴族である。
1703年に初代ローズベリー子爵アーチボルド・プリムローズが授爵されたことに始まる。

## 歴史
アーチボルド・プリムローズ(1616-1679)は、ピューリタン革命期に枢密院書記官長を務めて王党派として行動した。そのため大陸亡命中のチャールズ2世が共和政期の一時期スコットランドに上陸してスコットランド王即位を宣言すると厚遇され、1651年8月1日にはノヴァスコシア準男爵位の(キャリントンの)準男爵(Baronet, of Carrington)に叙せられた。その直後チャールズ2世はウスターの戦いでクロムウェルに敗れて再び大陸へ亡命していったため、プリムローズも地所での隠遁生活を余儀なくされたが、王政復古後には再び栄進し、記録管理長官やスコットランド最高裁判所長官など法律職の要職に任じられるとともに1661年2月にはスコットランド法服貴族キャリントン卿（Lord Carrington)の称号を得た。

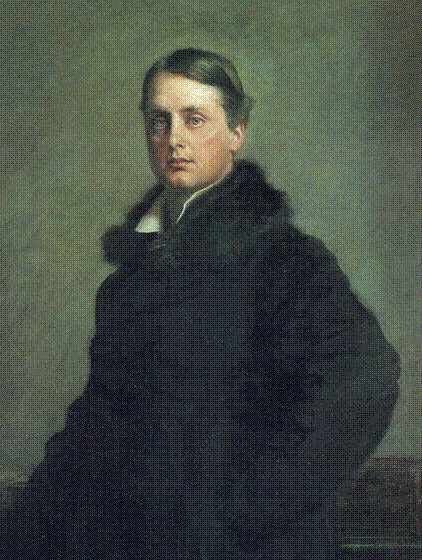
ヴィクトリア女王の下、1894年から1895年までイギリスの首相を務めた第5代ローズベリー伯爵アーチボルド・プリムローズ

キャリントン卿アーチボルドの死後、準男爵位は次男ジェイムズ・プリムローズ(1649-1687)によって継承された（長男は父に先立った）。この家系は1703年にスコットランド貴族爵位プリムローズ子爵を得ている。
一方、キャリントン卿アーチボルドの三男（後妻との間の唯一の男子）であるアーチボルド・プリムローズ(1664-1723)は、1695年から1700年にかけてスコットランド議会議員を務め、1700年4月1日にスコットランド貴族爵位ローズベリー子爵(Viscount of Rosebery)とプリムローズ＝ダルメニー卿(Lord Primrose and Dalmeny)に叙せられ、ついで1703年4月10日にスコットランド枢密顧問官に列するとともにローズベリー伯爵(Earl of Rosebery)、インヴァーキーシング子爵(Viscount of Inverkeithing)、ダルメニー＝プリムローズ卿(Lord Dalmeny and Primrose)の3つのスコットランド貴族爵位に叙せられた。
1723年10月20日の初代伯の死後はその唯一の息子であるジェイムズ・プリムローズ(1690-1755)が2代伯位を継承した。2代伯は1741年5月8日に本家筋にあたる従兄弟甥の第3代プリムローズ子爵(第5代準男爵)ヒュー・プリムローズが子供無く死去したことにより(キャリントンの)第6代準男爵位を継承している。
その孫である4代伯爵アーチボルド・プリムローズ(1783–1868)は、襲爵前にイギリス庶民院議員を務め、襲爵後もスコットランド貴族の貴族代表議員としてイギリス貴族院議員を務めた。1828年1月26日には連合王国貴族ローズベリー男爵(Baron Rosebery)に叙せられ、以降の当主は自動的に貴族院議員に列することになった。
4代伯の長男ダルメニー卿アーチボルド・プリムローズ(1809-1851)は、父に先立って死去したため、4代伯の死後はダルメニー卿の遺児アーチボルド・プリムローズ(1847-1929)が5代伯を継承した。彼は自由党の政治家として出世し、1894年から1895年にかけて自由党政権の首相を務めた。そして首相退任後の1911年7月3日に連合王国貴族爵位ミッドロージアン伯爵(Earl of Midlothian)、バッキンガム州にメントモアのメントモア子爵(Viscount Mentmore, of Mentmore in the County of Buckingham)、サリー州エプソムのエプソム男爵(Baron Epsom, of Epsom in the County of Surrey)に叙されている。
5代伯の死後、その長男ハリー・プリムローズ(1882-1974)が6代伯爵位を継承し、6代伯の死後はその次男(後妻との間の長男)ニール・プリムローズ(1929-2024)が7代伯を継承した。7代伯は2024年に死去し、その息子ハリー・プリムローズが8代伯を継承した。
伯爵位の法定推定相続人は、ダルメニー卿の儀礼称号で称される。ただし7代伯は、早世した異母兄アーチボルド・プリムローズと同じ儀礼称号を用いるのを避け、プリムローズ卿の称号を用いていた。
伯爵家の邸宅はスコットランド・エディンバラのダルメニーにあるダルメニー・ハウスである。また1977年まではイングランド・バッキンガムシャーのメントモアにあるメントモア・タワーズも所有していた。

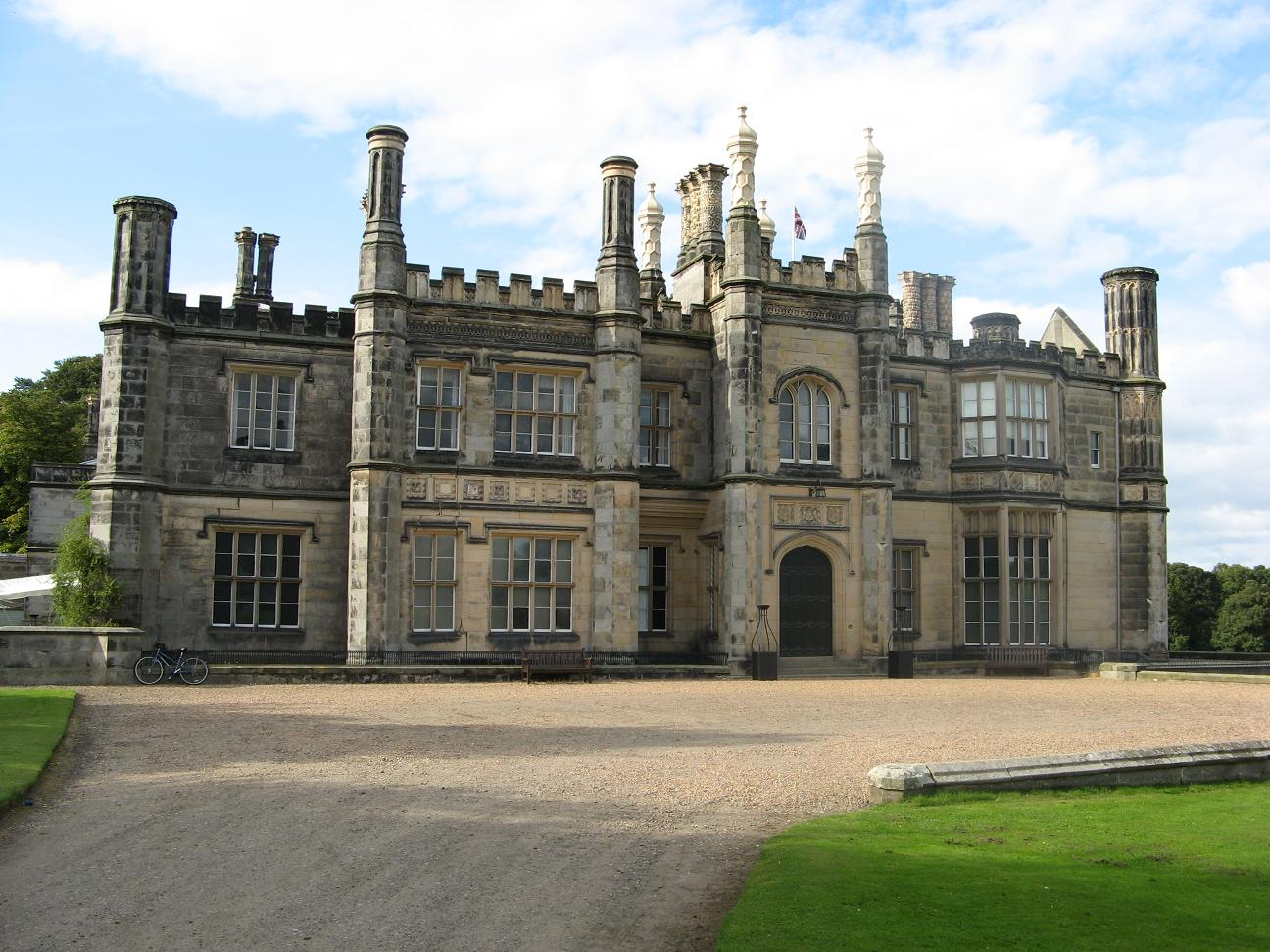
ローズベリー伯爵家の邸宅であるダルメニー・ハウス
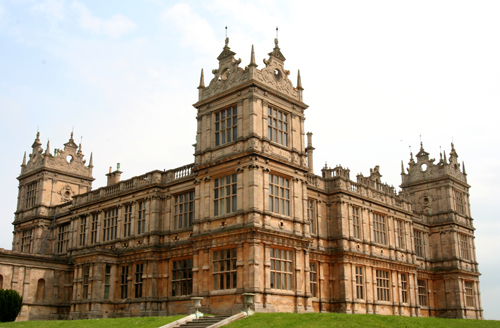
ネイサン・メイアー・ロスチャイルドの四男メイアー・アムシェル・ドゥ・ロスチャイルド男爵によって建てられ、メイアーの一人娘ハンナ（英語版）が5代伯と結婚した結果ローズベリー伯爵家の所有となったメントモアタワーズ

## 現当主の保有爵位・準男爵位
現当主ハリー・プリムローズは以下の爵位・準男爵位を保有している。
- 第8代ローズベリー伯爵 (8th Earl of Rosebery)
(1703年4月10日の勅許状によるスコットランド貴族爵位)
- 第4代ミッドロージアン伯爵 (4th Earl of Midlothian)
(1911年7月3日の勅許状による連合王国貴族爵位)
- 第8代ローズベリー子爵 (8th Viscount of Rosebery)
(1700年4月1日の勅許状によるスコットランド貴族爵位)
- 第8代インヴァーキーシング子爵 (8th Viscount of Inverkeithing)
(1703年4月10日の勅許状によるスコットランド貴族爵位)
- バッキンガム州メントモアの第4代メントモア子爵 (4th Viscount Mentmore, of Mentmore in the County of Buckingham)
(1911年7月3日の勅許状による連合王国貴族爵位)
- 第8代プリムローズ＝ダルメニー卿 (8th Lord Primrose and Dalmeny)
(1700年4月1日の勅許状によるスコットランド貴族爵位)
- 第8代ダルメニー＝プリムローズ卿 (8th Lord Dalmeny and Primrose)
(1703年4月10日の勅許状によるスコットランド貴族)
- 第5代ローズベリー男爵 (5th Baron Rosebery)
(1828年1月26日の勅許状による連合王国貴族爵位)
- サリー州エプソムの第4代エプソム男爵 (4th Baron Epsom, of Epsom in the County of Surrey)
(1911年7月3日の勅許状による連合王国貴族爵位)
- (キャリントンの)第12代準男爵 (12th Baronet "of Carrington")
(1651年8月1日の勅許状によるノヴァスコシア準男爵位)

## ローズベリー伯爵（1703年）
- 初代ローズベリー伯爵アーチボルド・プリムローズ （1664年 - 1723年）
- 第2代ローズベリー伯爵ジェイムズ・プリムローズ （1691年 - 1765年）
- 第3代ローズベリー伯爵ニール・プリムローズ （1729年 - 1814年）
- 第4代ローズベリー伯爵アーチボルド・プリムローズ （1783年 - 1868年）
- 第5代ローズベリー伯爵アーチボルド・プリムローズ （1847年 - 1929年）
- 第6代ローズベリー伯爵ハリー・プリムローズ（英語版） （1882年 - 1974年）
- 第7代ローズベリー伯爵ニール・プリムローズ（英語版） （1929年 - 2024年）
- 第8代ローズベリー伯爵ハリー・プリムローズ（英語版） （1967年 - ）

爵位の法定推定相続人は、8代伯の息子のダルメニー卿アルバート・プリムローズ（2005年生まれ）

## 系図
| 1651年(キャリントン)準男爵                                                           |                                                                                      |                                                                                      |                                                                                      |                                                                                      |                                                                                      |  |  |                                                                                  |                                                                                  |                                                                                  |                                                                                  |                                                                                  |                                                                                  |                      |  |                                                                                    |                                                                                  |                                                                                  |                                                                                  |                                                                                  |                                                                                  |  |  |  |  |  |  |  |  |  |  |  |  |
| (キャリントンの)初代準男爵 アーチボルド・プリムローズ (1616-1679)                    |                                                                                      |                                                                                      |                                                                                      |                                                                                      |                                                                                      |  |  |                                                                                  |                                                                                  |                                                                                  |                                                                                  |                                                                                  |                                                                                  |                      |  |                                                                                    |                                                                                  |                                                                                  |                                                                                  |                                                                                  |                                                                                  |  |  |  |  |  |  |  |  |  |  |  |  |
|                                                                                      |                                                                                      |                                                                                      |                                                                                      |                                                                                      |                                                                                      |  |  |                                                                                  |                                                                                  |                                                                                  |                                                                                  |                                                                                  |                                                                                  |                      |  |                                                                                    |                                                                                  |                                                                                  |                                                                                  |                                                                                  |                                                                                  |  |  |  |  |  |  |  |  |  |  |  |  |
|                                                                                      |                                                                                      |                                                                                      |                                                                                      |                                                                                      |                                                                                      |  |  |                                                                                  |                                                                                  |                                                                                  |                                                                                  |                                                                                  |                                                                                  |                      |  |                                                                                    |                                                                                  |                                                                                  |                                                                                  |                                                                                  |                                                                                  |  |  |  |  |  |  |  |  |  |  |  |  |
|                                                                                      |                                                                                      |                                                                                      |                                                                                      |                                                                                      |                                                                                      |  |  |                                                                                  |                                                                                  |                                                                                  |                                                                                  |                                                                                  |                                                                                  |                      |  | 1703年ローズベリー伯爵                                                             |                                                                                  |                                                                                  |                                                                                  |                                                                                  |                                                                                  |  |  |  |  |  |  |  |  |  |  |  |  |
| (キャリントンの)2代準男爵 ジェイムズ・プリムローズ (1649-1687)                       | (キャリントンの)2代準男爵 ジェイムズ・プリムローズ (1649-1687)                       | (キャリントンの)2代準男爵 ジェイムズ・プリムローズ (1649-1687)                       | (キャリントンの)2代準男爵 ジェイムズ・プリムローズ (1649-1687)                       | (キャリントンの)2代準男爵 ジェイムズ・プリムローズ (1649-1687)                       | (キャリントンの)2代準男爵 ジェイムズ・プリムローズ (1649-1687)                       |  |  |                                                                                  |                                                                                  |                                                                                  |                                                                                  |                                                                                  |                                                                                  |                      |  | 初代ローズベリー伯 アーチボルド・プリムローズ (1664-1723)                          | 初代ローズベリー伯 アーチボルド・プリムローズ (1664-1723)                        | 初代ローズベリー伯 アーチボルド・プリムローズ (1664-1723)                        | 初代ローズベリー伯 アーチボルド・プリムローズ (1664-1723)                        | 初代ローズベリー伯 アーチボルド・プリムローズ (1664-1723)                        | 初代ローズベリー伯 アーチボルド・プリムローズ (1664-1723)                        |  |  |  |  |  |  |  |  |  |  |  |  |
| (キャリントンの)2代準男爵 ジェイムズ・プリムローズ (1649-1687)                       | (キャリントンの)2代準男爵 ジェイムズ・プリムローズ (1649-1687)                       | (キャリントンの)2代準男爵 ジェイムズ・プリムローズ (1649-1687)                       | (キャリントンの)2代準男爵 ジェイムズ・プリムローズ (1649-1687)                       | (キャリントンの)2代準男爵 ジェイムズ・プリムローズ (1649-1687)                       | (キャリントンの)2代準男爵 ジェイムズ・プリムローズ (1649-1687)                       |  |  |                                                                                  |                                                                                  |                                                                                  |                                                                                  |                                                                                  |                                                                                  |                      |  | 初代ローズベリー伯 アーチボルド・プリムローズ (1664-1723)                          | 初代ローズベリー伯 アーチボルド・プリムローズ (1664-1723)                        | 初代ローズベリー伯 アーチボルド・プリムローズ (1664-1723)                        | 初代ローズベリー伯 アーチボルド・プリムローズ (1664-1723)                        | 初代ローズベリー伯 アーチボルド・プリムローズ (1664-1723)                        | 初代ローズベリー伯 アーチボルド・プリムローズ (1664-1723)                        |  |  |  |  |  |  |  |  |  |  |  |  |
| 1703年プリムローズ子爵                                                               |                                                                                      |                                                                                      |                                                                                      |                                                                                      |                                                                                      |  |  |                                                                                  |                                                                                  |                                                                                  |                                                                                  |                                                                                  |                                                                                  |                      |  |                                                                                    |                                                                                  |                                                                                  |                                                                                  |                                                                                  |                                                                                  |  |  |  |  |  |  |  |  |  |  |  |  |
| 初代プリムローズ子爵 (キャリントンの)3代準男爵 ウィリアム・プリムローズ (1680-1706)  | 初代プリムローズ子爵 (キャリントンの)3代準男爵 ウィリアム・プリムローズ (1680-1706)  | 初代プリムローズ子爵 (キャリントンの)3代準男爵 ウィリアム・プリムローズ (1680-1706)  | 初代プリムローズ子爵 (キャリントンの)3代準男爵 ウィリアム・プリムローズ (1680-1706)  | 初代プリムローズ子爵 (キャリントンの)3代準男爵 ウィリアム・プリムローズ (1680-1706)  | 初代プリムローズ子爵 (キャリントンの)3代準男爵 ウィリアム・プリムローズ (1680-1706)  |  |  |                                                                                  |                                                                                  |                                                                                  |                                                                                  |                                                                                  |                                                                                  |                      |  | 2代ローズベリー伯 (キャリントンの)6代準男爵 ジェイムズ・プリムローズ (1690-1755)   | 2代ローズベリー伯 (キャリントンの)6代準男爵 ジェイムズ・プリムローズ (1690-1755) | 2代ローズベリー伯 (キャリントンの)6代準男爵 ジェイムズ・プリムローズ (1690-1755) | 2代ローズベリー伯 (キャリントンの)6代準男爵 ジェイムズ・プリムローズ (1690-1755) | 2代ローズベリー伯 (キャリントンの)6代準男爵 ジェイムズ・プリムローズ (1690-1755) | 2代ローズベリー伯 (キャリントンの)6代準男爵 ジェイムズ・プリムローズ (1690-1755) |  |  |  |  |  |  |  |  |  |  |  |  |
| 初代プリムローズ子爵 (キャリントンの)3代準男爵 ウィリアム・プリムローズ (1680-1706)  | 初代プリムローズ子爵 (キャリントンの)3代準男爵 ウィリアム・プリムローズ (1680-1706)  | 初代プリムローズ子爵 (キャリントンの)3代準男爵 ウィリアム・プリムローズ (1680-1706)  | 初代プリムローズ子爵 (キャリントンの)3代準男爵 ウィリアム・プリムローズ (1680-1706)  | 初代プリムローズ子爵 (キャリントンの)3代準男爵 ウィリアム・プリムローズ (1680-1706)  | 初代プリムローズ子爵 (キャリントンの)3代準男爵 ウィリアム・プリムローズ (1680-1706)  |  |  |                                                                                  |                                                                                  |                                                                                  |                                                                                  |                                                                                  |                                                                                  |                      |  | 2代ローズベリー伯 (キャリントンの)6代準男爵 ジェイムズ・プリムローズ (1690-1755)   | 2代ローズベリー伯 (キャリントンの)6代準男爵 ジェイムズ・プリムローズ (1690-1755) | 2代ローズベリー伯 (キャリントンの)6代準男爵 ジェイムズ・プリムローズ (1690-1755) | 2代ローズベリー伯 (キャリントンの)6代準男爵 ジェイムズ・プリムローズ (1690-1755) | 2代ローズベリー伯 (キャリントンの)6代準男爵 ジェイムズ・プリムローズ (1690-1755) | 2代ローズベリー伯 (キャリントンの)6代準男爵 ジェイムズ・プリムローズ (1690-1755) |  |  |  |  |  |  |  |  |  |  |  |  |
|                                                                                      |                                                                                      |                                                                                      |                                                                                      |                                                                                      |                                                                                      |  |  |                                                                                  |                                                                                  |                                                                                  |                                                                                  |                                                                                  |                                                                                  |                      |  |                                                                                    |                                                                                  |                                                                                  |                                                                                  |                                                                                  |                                                                                  |  |  |  |  |  |  |  |  |  |  |  |  |
| 2代プリムローズ子爵 (キャリントンの)4代準男爵 アーチボルド・プリムローズ (不詳-1716) | 2代プリムローズ子爵 (キャリントンの)4代準男爵 アーチボルド・プリムローズ (不詳-1716) | 2代プリムローズ子爵 (キャリントンの)4代準男爵 アーチボルド・プリムローズ (不詳-1716) | 2代プリムローズ子爵 (キャリントンの)4代準男爵 アーチボルド・プリムローズ (不詳-1716) | 2代プリムローズ子爵 (キャリントンの)4代準男爵 アーチボルド・プリムローズ (不詳-1716) | 2代プリムローズ子爵 (キャリントンの)4代準男爵 アーチボルド・プリムローズ (不詳-1716) |  |  | 3代プリムローズ子爵 (キャリントンの)5代準男爵 ヒュー・プリムローズ (1703頃-1741) | 3代プリムローズ子爵 (キャリントンの)5代準男爵 ヒュー・プリムローズ (1703頃-1741) | 3代プリムローズ子爵 (キャリントンの)5代準男爵 ヒュー・プリムローズ (1703頃-1741) | 3代プリムローズ子爵 (キャリントンの)5代準男爵 ヒュー・プリムローズ (1703頃-1741) | 3代プリムローズ子爵 (キャリントンの)5代準男爵 ヒュー・プリムローズ (1703頃-1741) | 3代プリムローズ子爵 (キャリントンの)5代準男爵 ヒュー・プリムローズ (1703頃-1741) |                      |  | 3代ローズベリー伯 (キャリントンの)7代準男爵 ニール・プリムローズ (1729-1814)       | 3代ローズベリー伯 (キャリントンの)7代準男爵 ニール・プリムローズ (1729-1814)     | 3代ローズベリー伯 (キャリントンの)7代準男爵 ニール・プリムローズ (1729-1814)     | 3代ローズベリー伯 (キャリントンの)7代準男爵 ニール・プリムローズ (1729-1814)     | 3代ローズベリー伯 (キャリントンの)7代準男爵 ニール・プリムローズ (1729-1814)     | 3代ローズベリー伯 (キャリントンの)7代準男爵 ニール・プリムローズ (1729-1814)     |  |  |  |  |  |  |  |  |  |  |  |  |
| 2代プリムローズ子爵 (キャリントンの)4代準男爵 アーチボルド・プリムローズ (不詳-1716) | 2代プリムローズ子爵 (キャリントンの)4代準男爵 アーチボルド・プリムローズ (不詳-1716) | 2代プリムローズ子爵 (キャリントンの)4代準男爵 アーチボルド・プリムローズ (不詳-1716) | 2代プリムローズ子爵 (キャリントンの)4代準男爵 アーチボルド・プリムローズ (不詳-1716) | 2代プリムローズ子爵 (キャリントンの)4代準男爵 アーチボルド・プリムローズ (不詳-1716) | 2代プリムローズ子爵 (キャリントンの)4代準男爵 アーチボルド・プリムローズ (不詳-1716) |  |  | 3代プリムローズ子爵 (キャリントンの)5代準男爵 ヒュー・プリムローズ (1703頃-1741) | 3代プリムローズ子爵 (キャリントンの)5代準男爵 ヒュー・プリムローズ (1703頃-1741) | 3代プリムローズ子爵 (キャリントンの)5代準男爵 ヒュー・プリムローズ (1703頃-1741) | 3代プリムローズ子爵 (キャリントンの)5代準男爵 ヒュー・プリムローズ (1703頃-1741) | 3代プリムローズ子爵 (キャリントンの)5代準男爵 ヒュー・プリムローズ (1703頃-1741) | 3代プリムローズ子爵 (キャリントンの)5代準男爵 ヒュー・プリムローズ (1703頃-1741) | プリムローズ子爵廃絶 |  | 3代ローズベリー伯 (キャリントンの)7代準男爵 ニール・プリムローズ (1729-1814)       | 3代ローズベリー伯 (キャリントンの)7代準男爵 ニール・プリムローズ (1729-1814)     | 3代ローズベリー伯 (キャリントンの)7代準男爵 ニール・プリムローズ (1729-1814)     | 3代ローズベリー伯 (キャリントンの)7代準男爵 ニール・プリムローズ (1729-1814)     | 3代ローズベリー伯 (キャリントンの)7代準男爵 ニール・プリムローズ (1729-1814)     | 3代ローズベリー伯 (キャリントンの)7代準男爵 ニール・プリムローズ (1729-1814)     |  |  |  |  |  |  |  |  |  |  |  |  |
|                                                                                      |                                                                                      |                                                                                      |                                                                                      |                                                                                      |                                                                                      |  |  |                                                                                  |                                                                                  |                                                                                  |                                                                                  |                                                                                  |                                                                                  |                      |  |                                                                                    |                                                                                  |                                                                                  |                                                                                  |                                                                                  |                                                                                  |  |  |  |  |  |  |  |  |  |  |  |  |
|                                                                                      |                                                                                      |                                                                                      |                                                                                      |                                                                                      |                                                                                      |  |  |                                                                                  |                                                                                  |                                                                                  |                                                                                  |                                                                                  |                                                                                  |                      |  | 4代ローズベリー伯 (キャリントンの)8代準男爵 アーチボルド・プリムローズ (1783-1868) |                                                                                  |                                                                                  |                                                                                  |                                                                                  |                                                                                  |  |  |  |  |  |  |  |  |  |  |  |  |
|                                                                                      |                                                                                      |                                                                                      |                                                                                      |                                                                                      |                                                                                      |  |  |                                                                                  |                                                                                  |                                                                                  |                                                                                  |                                                                                  |                                                                                  |                      |  |                                                                                    |                                                                                  |                                                                                  |                                                                                  |                                                                                  |                                                                                  |  |  |  |  |  |  |  |  |  |  |  |  |
|                                                                                      |                                                                                      |                                                                                      |                                                                                      |                                                                                      |                                                                                      |  |  |                                                                                  |                                                                                  |                                                                                  |                                                                                  |                                                                                  |                                                                                  |                      |  | ダルメニー卿(儀礼称号) アーチボルド・プリムローズ (1809-1851)                      |                                                                                  |                                                                                  |                                                                                  |                                                                                  |                                                                                  |  |  |  |  |  |  |  |  |  |  |  |  |
|                                                                                      |                                                                                      |                                                                                      |                                                                                      |                                                                                      |                                                                                      |  |  |                                                                                  |                                                                                  |                                                                                  |                                                                                  |                                                                                  |                                                                                  |                      |  |                                                                                    |                                                                                  |                                                                                  |                                                                                  |                                                                                  |                                                                                  |  |  |  |  |  |  |  |  |  |  |  |  |
|                                                                                      |                                                                                      |                                                                                      |                                                                                      |                                                                                      |                                                                                      |  |  |                                                                                  |                                                                                  |                                                                                  |                                                                                  |                                                                                  |                                                                                  |                      |  | 5代ローズベリー伯 (キャリントンの)9代準男爵 アーチボルド・プリムローズ (1847-1929) |                                                                                  |                                                                                  |                                                                                  |                                                                                  |                                                                                  |  |  |  |  |  |  |  |  |  |  |  |  |
|                                                                                      |                                                                                      |                                                                                      |                                                                                      |                                                                                      |                                                                                      |  |  |                                                                                  |                                                                                  |                                                                                  |                                                                                  |                                                                                  |                                                                                  |                      |  |                                                                                    |                                                                                  |                                                                                  |                                                                                  |                                                                                  |                                                                                  |  |  |  |  |  |  |  |  |  |  |  |  |
|                                                                                      |                                                                                      |                                                                                      |                                                                                      |                                                                                      |                                                                                      |  |  |                                                                                  |                                                                                  |                                                                                  |                                                                                  |                                                                                  |                                                                                  |                      |  | 6代ローズベリー伯 (キャリントンの)10代準男爵 ハリー・プリムローズ (1882-1974)      |                                                                                  |                                                                                  |                                                                                  |                                                                                  |                                                                                  |  |  |  |  |  |  |  |  |  |  |  |  |
|                                                                                      |                                                                                      |                                                                                      |                                                                                      |                                                                                      |                                                                                      |  |  |                                                                                  |                                                                                  |                                                                                  |                                                                                  |                                                                                  |                                                                                  |                      |  |                                                                                    |                                                                                  |                                                                                  |                                                                                  |                                                                                  |                                                                                  |  |  |  |  |  |  |  |  |  |  |  |  |
|                                                                                      |                                                                                      |                                                                                      |                                                                                      |                                                                                      |                                                                                      |  |  |                                                                                  |                                                                                  |                                                                                  |                                                                                  |                                                                                  |                                                                                  |                      |  |                                                                                    |                                                                                  |                                                                                  |                                                                                  |                                                                                  |                                                                                  |  |  |  |  |  |  |  |  |  |  |  |  |
|                                                                                      |                                                                                      |                                                                                      |                                                                                      |                                                                                      |                                                                                      |  |  | ダルメニー卿(儀礼称号) アーチボルド・プリムローズ (1910-1931)                    | ダルメニー卿(儀礼称号) アーチボルド・プリムローズ (1910-1931)                    | ダルメニー卿(儀礼称号) アーチボルド・プリムローズ (1910-1931)                    | ダルメニー卿(儀礼称号) アーチボルド・プリムローズ (1910-1931)                    | ダルメニー卿(儀礼称号) アーチボルド・プリムローズ (1910-1931)                    | ダルメニー卿(儀礼称号) アーチボルド・プリムローズ (1910-1931)                    |                      |  | 7代ローズベリー伯 (キャリントンの)11代準男爵 ニール・プリムローズ (1929-2024)      | 7代ローズベリー伯 (キャリントンの)11代準男爵 ニール・プリムローズ (1929-2024)    | 7代ローズベリー伯 (キャリントンの)11代準男爵 ニール・プリムローズ (1929-2024)    | 7代ローズベリー伯 (キャリントンの)11代準男爵 ニール・プリムローズ (1929-2024)    | 7代ローズベリー伯 (キャリントンの)11代準男爵 ニール・プリムローズ (1929-2024)    | 7代ローズベリー伯 (キャリントンの)11代準男爵 ニール・プリムローズ (1929-2024)    |  |  |  |  |  |  |  |  |  |  |  |  |
|                                                                                      |                                                                                      |                                                                                      |                                                                                      |                                                                                      |                                                                                      |  |  | ダルメニー卿(儀礼称号) アーチボルド・プリムローズ (1910-1931)                    | ダルメニー卿(儀礼称号) アーチボルド・プリムローズ (1910-1931)                    | ダルメニー卿(儀礼称号) アーチボルド・プリムローズ (1910-1931)                    | ダルメニー卿(儀礼称号) アーチボルド・プリムローズ (1910-1931)                    | ダルメニー卿(儀礼称号) アーチボルド・プリムローズ (1910-1931)                    | ダルメニー卿(儀礼称号) アーチボルド・プリムローズ (1910-1931)                    |                      |  | 7代ローズベリー伯 (キャリントンの)11代準男爵 ニール・プリムローズ (1929-2024)      | 7代ローズベリー伯 (キャリントンの)11代準男爵 ニール・プリムローズ (1929-2024)    | 7代ローズベリー伯 (キャリントンの)11代準男爵 ニール・プリムローズ (1929-2024)    | 7代ローズベリー伯 (キャリントンの)11代準男爵 ニール・プリムローズ (1929-2024)    | 7代ローズベリー伯 (キャリントンの)11代準男爵 ニール・プリムローズ (1929-2024)    | 7代ローズベリー伯 (キャリントンの)11代準男爵 ニール・プリムローズ (1929-2024)    |  |  |  |  |  |  |  |  |  |  |  |  |
|                                                                                      |                                                                                      |                                                                                      |                                                                                      |                                                                                      |                                                                                      |  |  |                                                                                  |                                                                                  |                                                                                  |                                                                                  |                                                                                  |                                                                                  |                      |  | 8代ローズベリー伯 (キャリントンの)12代準男爵 ハリー・プリムローズ (1967-)          |                                                                                  |                                                                                  |                                                                                  |                                                                                  |                                                                                  |  |  |  |  |  |  |  |  |  |  |  |  |
|                                                                                      |                                                                                      |                                                                                      |                                                                                      |                                                                                      |                                                                                      |  |  |                                                                                  |                                                                                  |                                                                                  |                                                                                  |                                                                                  |                                                                                  |                      |  |                                                                                    |                                                                                  |                                                                                  |                                                                                  |                                                                                  |                                                                                  |  |  |  |  |  |  |  |  |  |  |  |  |
|                                                                                      |                                                                                      |                                                                                      |                                                                                      |                                                                                      |                                                                                      |  |  |                                                                                  |                                                                                  |                                                                                  |                                                                                  |                                                                                  |                                                                                  |                      |  | ダルメニー卿(儀礼称号) アルバート・プリムローズ (2005-) (法定推定相続人)           |                                                                                  |                                                                                  |                                                                                  |                                                                                  |                                                                                  |  |  |  |  |  |  |  |  |  |  |  |  |